# Sienkoro
Sienkoro est une localité située dans le département de Bana de la province des Balé dans la région de la Boucle du Mouhoun au Burkina Faso.

## Démographie
| 2003 | 2006 | 2012 |
| ---- | ---- | ---- |
| 485  | 509  | -    |

## Santé et éducation
Le centre de soins le plus proche de Sienkoro est le centre de santé et de promotion sociale (CSPS) de Bana tandis que le centre médical avec antenne chirurgicale (CMA) de la province se trouve à Boromo.